# Woskobijnyky (rejon mirhorodzki)
Woskobijnyky (ukr. Воскобійники) – wieś na Ukrainie, w obwodzie połtawskim, w rejonie mirhorodzkim, w hromadzie Szyszaky. W 2001 liczyła 682 mieszkańców, spośród których 665 wskazało jako ojczysty język ukraiński, 9 rosyjski, 6 białoruski, 1 ormiański, a 1 inny.